# Licia Macchini
Licia Macchini (Lodi, 11 de julio de 1930 - Pieve Porto Morone, 29 de noviembre de 2018) fue una gimnasta artística italiana, subcampeona mundial en 1950 en la prueba de barra de equilibrio.

## Carrera deportiva
Participó en los Juegos Olímpicos de Londres 1948 cuando tenía 18 años.
Su mayor triunfo fue conseguir el bronce en el Mundial de Basilea 1950 en la competición de la viga de equilibrio, quedando situada en el podio tras la polaca Helena Rakoczy (oro) y su compatriota Marja Nutti (plata).